# 京都学生祭典
京都学生祭典（きょうとがくせいさいてん）とは、毎年10月上旬に日本の京都府京都市で開催されている祭。有志の学生によって組織された実行委員会が主体となり、京都を中心とした行政・経済界・大学界・地域社会と連携して2003年より毎年実施している。

## 組織体制
- 京都学生祭典実行委員会（主催団体）
  - 大学・大学院・短期大学・専修学校に通う18歳以上の有志の学生によって構成された「京都学生祭典実行委員会」が本事業の主催者として活動している。実行委員長を中心として、全7部署から組織構成されている。
    - 実行委員長（1名）・副実行委員長（数名）
    - 企画運営部 - 京都学生祭典にて実施する企画の立案・運営を担当
    - 営業部 - 協賛金等、開催資金集めを担当
    - 広報部 - 京都学生祭典の広報・宣伝を担当
    - おどり普及部 - 創作オリジナルおどり「京炎 そでふれ!」の普及活動を担当
    - 警備部 - 京都学生祭典当日の警備計画立案・実行を担当
    - 年間交流部 - 年間を通じて各地域との交流活動実施などを担当（2013年から新設）
    - 総務部 - 財務・庶務等、実行委員会活動に付随するその他の活動を担当

  - 上記部署以外にも各回ごとにプロジェクトチームが結成されることがある（例：みこしプロジェクト など）。

また、京都学生祭典は産・学・公・地域連携で開催されるため、以下のような協議会が設けられている。
- 京都学生祭典組織委員会（共催団体）
  - 大学・経済界・行政の長、計12名（以下に記載）によって構成されており、本事業に対する最終的な議決・承認機関となっている。
    - 京都府知事
    - 京都市長
    - 京都商工会議所　会頭
    - 一般社団法人 京都経済同友会　代表幹事
    - 京都学生祭典企画検討委員会　委員長
    - 公益財団法人 大学コンソーシアム京都　理事長
    - 公益財団法人 大学コンソーシアム京都　副理事長（2名）
    - 京都学生祭典実行委員会　実行委員長
    - 京都学生祭典実行委員会　副実行委員長（数名）

- 京都学生祭典企画検討委員会
  - 公益財団法人 大学コンソーシアム京都加盟大学の学生部長クラス、協賛企業の担当者、行政・地域の担当者などによって構成されている。

## 過去の開催
- 第1回京都学生祭典
  - 2003年10月11日(土)　平安神宮・岡崎公園周辺

- 第2回京都学生祭典
  - 2004年10月9日(土)　京都会館　※荒天のため規模を縮小して開催
- ～冬の陣～
  - 2004年12月5日(日)　国立京都国際会館

- 第3回京都学生祭典
  - 2005年10月9日(日)　平安神宮・岡崎公園周辺

- 第4回京都学生祭典
  - 2006年10月7日(土)　京都駅ビル
  - 2006年10月8日(日)　平安神宮・岡崎公園周辺

- 第5回京都学生祭典
  - 2007年10月6日(土)　京都駅ビル、新風館
  - 2007年10月7日(日)　平安神宮・岡崎公園周辺

- 第6回京都学生祭典
  - 2008年10月11日(土)　京都駅ビル、新風館
  - 2008年10月12日(日)　平安神宮・岡崎公園周辺

- 第7回京都学生祭典
  - 2009年10月10日(土)　京都駅ビル、新風館
  - 2009年10月11日(日)　平安神宮・岡崎公園周辺

- 第8回京都学生祭典
  - 2010年10月9日(土)　京都駅ビル、京都駅前地下街ポルタ
  - 2010年10月10日(日)　平安神宮・岡崎公園周辺

- 第9回京都学生祭典
  - 2011年10月9日(日)　平安神宮・岡崎公園周辺

- 第10回京都学生祭典
  - 2012年10月7日(日)　平安神宮・岡崎公園周辺

- 第11回京都学生祭典
  - 2013年10月13日(日)　平安神宮・岡崎公園周辺

- 第12回京都学生祭典
  - 2014年10月12日(日)

- 第13回京都学生祭典
  - 2015年10月11日(日)

## 主な企画

### 京炎 そでふれ!全国おどりコンテスト
第3回京都学生祭典より開始され、以後毎年実施されている。4つの部門（小学生以下の部、中・高校生の部、大学生の部、一般の部）に分かれて行われる、ノンジャンルの踊りコンテスト。表彰は基本的に部門ごとに行われるが、例外的に各部門横断の「京炎 そでふれ!賞」などの特別賞も設定されている。
この企画が創設された背景に、京炎 そでふれ!の普及のためという目的があり、コンテストに参加した団体は後述するGrand Finaleの総おどりに原則参加という規定がある（高校生以下は時間帯の問題もあり、参加を強制していない）。また、特別賞となっている「京炎 そでふれ!賞」は、チームの半数以上のメンバーが四竹を持っていることを審査する対象としている。

### Kyoto Student Music Award
第1回京都学生祭典より毎回実施されている。優勝者には賞金の他にGIZA studioよりメジャーデビューへのバックアップが受けられるという学生音楽コンテスト。学生音楽コンテストであるため、ソロであれば当人が学生、グループであれば構成するメンバーの半数以上が学生である必要がある。
審査は、デモテープによる1次審査で20組に絞り、その20組による二次予選を公開ライヴ形式にて行い、本選に出場する10組を選出する。京都学生祭典本祭当日（※過去に例外あり）に、本選出場10組による公開ライヴ審査が行われ、グランプリほか各賞が即日決定する。

### 縁日
第3回京都学生祭典（縁日＠京都学生祭典という企画名で開催）より開始され、以後毎年実施されている。ただ第1回京都学生祭典においても、企画名称こそ異なれど、ほぼ同様の企画が実施されていたため、実質毎年開催されているといえる（※第2回京都学生祭典は除く）。特定のステージなどで行われる企画と違い、各大学サークルや大学祭実行委員会、地元自治体、などが出店する店舗を総称して縁日と呼ぶ。
第2回京都学生祭典～冬の陣～にて、食中毒事件が発生した教訓から、食物を扱う同企画では食中毒対策に特に力が入れられるようになった。また第5回京都学生祭典からはエコ・プロジェクトの一環としてリユース食器が取り入れられた。

### 企業連携シリーズ
第4回京都学生祭典より開始、第5回京都学生祭典、第6回京都学生祭典でも継続で実施された。学生と企業のコラボレーションで企画を実施するというのがコンセプトで、第4回京都学生祭典〜第6回京都学生祭典では株式会社わかさ生活と連携し、企業連携シリーズ 京都学生祭典&わかさ生活 げんきっずスタジアムという企画名で実施された。また第5回京都学生祭典では、株式会社わかさ生活との連携継続の他に、佐川急便株式会社と連携し、企業連携シリーズ 京都学生祭典&佐川急便 Sports Live!～あなたへ届け感動便～という企画名で実施された。

### Grand Finale
京都学生祭典の最後を飾る企画で、第1回京都学生祭典より毎回実施されている。第3回京都学生祭典以降は平安神宮境内の特別ステージで開催されるようになり、京炎 そでふれ!全国おどりコンテストの受賞者による演舞や、Kyoto Student Music Awardのグランプリ受賞者ライヴなどを中心にプログラムが組まれており、最後には来場者全員による京炎 そでふれ!総おどりで幕を閉じるのが毎年恒例となっている。

### その他(過去に実施された企画など)
- 第1回京都学生祭典
  - Opening Parade
  - Dream Orchestra〜シアワセノシラベ〜
  - 京都国際学生映画祭2003 IN 京都学生祭典
  - JINGU Street Student Museum
  - Grand Campus Market
  - Challenge Baseball
- 第2回京都学生祭典
  - 第7回京都国際学生映画祭 in KIF
  - 21世紀の遣唐使
  - Fusion to China
- 第3回京都学生祭典
  - Opening
  - Sports Festival
  - 奏演〜Dream Orcestra × 京都国際映画祭2005〜
- 第4回京都学生祭典
  - Opening Ceremony
  - Glory Story Factory(GSF)
  - Perfomance Land
  - 京炎 そでふれ!〜駅ビルDANCING!!〜
  - 熱演〜Non style perfomance〜
  - JINGU Rainbow Parade
  - Dream Orchhstra
  - 古都ナリエ
- 第5回京都学生祭典
  - 駅の音楽会
  - 熱京パフォーマンス
  - わっしょい!@新風館
  - 京炎わっしょいパレード
  - 5周年メモリアルステージ
  - 灯祭り
- 第6回京都学生祭典
  - what's 京都学生祭典
  - おこしやす ふれあい広場
  - 街の音楽会
  - JINGU Opening Parade
  - 〜来て見て体験〜 みやこコレクション
  - NHKがやってきた
  - 第11回国際学生映画祭 in KIF
  - 灯祭り

## 京炎 そでふれ!について
第3回京都学生祭典のコンセプト「イベントからまつりへ」のもと、まつりを象徴するおどりの導入が検討されるようになり、京都学生祭典実行委員会と京都学生祭典事務局、有識者などで構成されるプロジェクトチームが発足した。踊りの振り付けについてはトモコダンスプラネットを主宰する今中友子が、踊りの音楽や衣装については株式会社太鼓センターが中心となって制作し、完成した踊りには第2回京都学生祭典の企画名の一つであった「京宴（きょうえん）」と仮称ながら名称が付けられた。
2005年3月21日の京都・東山花灯路にて、知恩院・三門を舞台にして「京宴」の初披露が行われた。また、同時に踊りの普及チームが発足し、京都地域を中心とする大学やイベントでのおどり披露活動、おどり手を希望する学生や市民へのおどり練習活動、小学校や中学校、地元自治体などへ披露と練習会をセットで行うおどり出前活動などを行うことになった。
2005年5月には創作オリジナル踊りの名称を決める会議が、実行委員会と事務局、有識者などを集めて数回開催され、正式に「京炎 そでふれ!」と決まった。

## その他
第1回京都学生祭典実行委員会の実行委員に当時立命館大学産業社会学部に在籍していた倉木麻衣が所属していた。そして、第1回京都学生祭典のGrand Finale企画において、平安神宮にてライブが実施された。この様子に限り、後日NHKでもBS放送より放送された。